# Pruebas de laboratorio en el lugar de asistencia
Las Pruebas de Laboratorio en el lugar de Asistencia (POCT o análisis de diagnóstico inmediato) son pruebas de diagnóstico médico que se realizan en el lugar en el que se presta atención sanitaria o cerca de él, es decir, en el momento y lugar de atención al paciente. Este tipo de análisis presenta una diferencia comparado con el modelo tradicional, en el que las pruebas solo se realizaban, en general, en el laboratorio clínico. Esto implicaba enviar muestras fuera del lugar de atención sanitaria y luego tener que esperar horas o días para conocer los resultados. El mayor inconveniente era que se debía continuar con la asistencia sanitaria sin la información apropiada.

## Tecnología
Los análisis de diagnóstico inmediato son pruebas médicas sencillas que pueden realizarse al lado del paciente. En muchas ocasiones, esta sencillez no se pudo conseguir hasta que se inventó la tecnología correspondiente. El objetivo no fue solamente hacer posible la prueba, sino también ocultar su complejidad. Durante décadas, han estado disponibles varios tipos de tiras reactivas de orina. Sin embargo, en la década de los años 2000 y 2010 la ecografía portátil llegó a ser apreciada como una prueba avanzada, asequible y extendida. En la actualidad, la ecografía portátil es considerada como una prueba «sencilla». No obstante, anteriormente era más complicada, ya que no existía la tecnología necesaria para realizarse. De manera similar, en la actualidad, la pulsioximetría es un método rápido, sencillo, no invasivo y asequible que analiza la saturación arterial de oxígeno en sangre. En épocas anteriores era necesario hacer una punción con una aguja intrarterial y una prueba analítica. Las pruebas de diagnóstico rápido, como las pruebas de detección del antígeno de la malaria, se basan en las últimas tecnologías en inmunología, pero no han existido hasta las últimas décadas. Aun así, durante décadas, los análisis continúan acercándose aún más hacia el lugar de atención sanitaria. Una encuesta realizada recientemente en cinco países (Australia, Bélgica, Holanda, Reino Unido y EE. UU.) indica que los médicos generales/médicos de cabecera desearían usar más las POCT.
La idea que impulsan las POCT es llevar la prueba al paciente de manera práctica e inmediata. Esto aumenta la probabilidad de que el paciente, el médico y el equipo de atención reciban los resultados de forma más rápida, lo que permite tomar mejores decisiones para un tratamiento clínico urgente. Una POCT incluye: pruebas de glucosa en sangre, gasometría arterial y pruebas de electrólitos en sangre, pruebas rápidas de coagulación, diagnóstico rápido de marcadores cardíacos, pruebas de detección de drogas, tiras reactivas de orina, pruebas de embarazo, análisis de sangre oculta en heces, detección de patógenos alimentarios, diagnóstico de hemoglobina, pruebas de enfermedades infecciosas (como las pruebas rápidas para la COVID-19) y pruebas de detección del colesterol.
La POCT se suele llevar a cabo gracias al uso de instrumentos transportables, portátiles o de mano (p. ej., glucosímetro, electromiógrafo) y de kits para análisis (p. ej., CRP, HBA1C, homocisteína, análisis salival para detectar VIH, etc.). También se pueden usar analizadores pequeños de mesa o equipos fijos cuando no hay disponible un aparato portátil. El objetivo es recoger la muestra y obtener los resultados en un período muy corto de tiempo, allí donde se encuentra el paciente o cerca de él, para que se pueda adecuar el tratamiento según sea necesario antes de que se marche. El uso de POCT ha aumentado gracias a aparatos POCT más baratos, rápidos e inteligentes, ya que suponen una rentabilidad para el tratamiento de muchas enfermedades, como la diabetes, el síndrome del túnel carpiano (CTS) y el síndrome coronario agudo. Además, es muy conveniente medir simultáneamente diversos analitos en la misma muestra. Esto permite una cuantificación rápida, fiable y de bajo coste. Por lo tanto, durante la última década, los análisis múltiples de diagnóstico inmediato (xPOCT) se han vuelto fundamentales para el diagnóstico médico.
Muchos análisis de diagnóstico inmediato se desarrollan en forma de tiras reactivas fáciles de usar, que se encuentran dentro de un cartucho de plástico. Este modelo se suele llevar a cabo en sistemas de pruebas para detectar patógenos. Recientemente también se han desarrollado estos sistemas de pruebas para el diagnóstico reumatológico. Para dichas pruebas se necesita únicamente una gota de sangre, orina o saliva. Cualquier médico general las puede realizar y explicar en cuestión de minutos. Recientemente, se ha dado a conocer un dispositivo de diagnóstico médico portátil llamado «BioPoC», que emplea biosensores a nivel de membrana mediante el uso de polímeros sensibles a enzimas de restricción independiente y un principio de transducción de bajo coste, diseñado para detectar la infección por Helicobácter pylori y urea.
Recientemente, se propuso la utilización de sistemas microfluídicos en teléfonos inteligentes con el fin de proporcionar una tecnología POCT para la detección rápida de COVID-19 mediante muestras de saliva. El uso de PCR microfluídica en teléfonos inteligentes o RT-LAMP junto a la prueba ELISA posee el potencial para la detección rápida del COVID-19 en muestras de pacientes, en particular, de saliva. Dada la incorporación de los teléfonos inteligentes y de los sistemas microfluídicos hay disponible una tecnología fácil de usar, perfectamente accesible, miniaturizada y portátil. La combinación de teléfonos inteligentes o tablets con los microfluidos facilita una motorización fácil y continua de las personas o de la población durante y después de la pandemia del COVID-19. La fabricación y el desarrollo de aparatos tan rápidos y precisos podrá prepararnos de manera eficiente para hacer frente a los brotes actuales y, probablemente, futuros.

## Ventajas
El acoplamiento de dispositivos POCT y de registros médicos electrónicos permite compartir los resultados de las pruebas con los médicos al instante. El uso de dispositivos móviles en el entorno de atención sanitaria también permite al personal sanitario acceder de manera rápida a los resultados de las pruebas (enviados desde un dispositivo POCT) realizadas al paciente. En un estudio donde se utilizó el i-STAT para analizar los niveles de lactato en sangre tras una operación quirúrgica de cardiopatía congénita se ha asociado una reducción en la morbilidad y mortalidad con los tiempos rápidos de respuesta.
El POCT se ha consolidado mundialmente y desempeña un papel fundamental en la salud pública. Muchas monografías escritas en tailandés e indonesio destacan el POCT como el modelo de atención sanitaria en situaciones catastróficas.
Los beneficios operativos más importantes incluyen una mayor rapidez en la toma de decisiones y en el triaje, la reducción de tiempo en el quirófano, en la unidad de vigilancia intensiva, en la atención posoperatoria, en la sala de urgencias, la reducción del número de consultas en el ambulatorio y de camas hospitalarias necesarias. De esta manera se garantiza un uso óptimo del tiempo profesional y reduciendo la medicación antimicrobiana.

## Financiación
En el Reino Unido, el coste de los análisis de diagnóstico inmediato (que puede ser considerable) está establecido por la clínica de los médicos de cabecera y el coste de los medicamentos está controlado por el grupo de comisión clínica. Según indicaba el comité de Salud y Asistencia Social de la Cámara de los Comunes (House of Commons Health and Social Care Committee) en octubre de 2018, dicha norma crea incentivos irregulares.